# Кумардак
Кумардак (баш. Көмәрҙәк) — горный хребет на Южном Урале. Находится на территории Белорецкого района Башкортостана.
Хребет вытянут по меридиану в длину на 32 км, ширину — до 6 км. Наиболее значительные вершины: Большой Кумардак (1318 м.), Малый Кумардак (1141 м.), Кокуй (1114 м.). Высшая вершина хребта — г. Колокольня (1354 м.).
Рельеф разнообразен: пологие подножия, крутые склоны, скалы различных форм, размеров и цветов. Скальные бастионы, цирки и лабиринты, каменные реки и россыпи.
Хребет Кумардак дает начало рекам Юрюзань (между хребтами Кумардак и Машак) и Большой Инзер (восточный склон хребта Кумардак).
Состоит из пород ашинской серии верхнего венда, отложений карбона.
Ландшафты - берёзовые, сосново-берёзовые леса. Часть хребта территориально находится в составе Южно-Уральского Природного Заповедника, где запрещено нахождение и хозяйственная деятельность.

## Топонимика
Название (по-башкирски Кэмэрзэк) — от башкирского кэмэр — «горбатый», -зэк — суффикс.